# Blountsville (Alabama)
Blountsville é uma cidade  localizada no estado americano do Alabama, no Condado de Blount.

## Demografia
Segundo o censo americano de 2000, a sua população era de 1768 habitantes. 
Em 2006, foi estimada uma população de 1944, um aumento de 176 (10.0%).

## Geografia
De acordo com o United States Census Bureau, a localidade tem uma área de 14,2 km², dos quais 14,0 km² cobertos por terra e 0,2 km² cobertos por água. Blountsville localiza-se a aproximadamente 186 m acima do nível do mar.

## Localidades na vizinhança
O diagrama seguinte representa as localidades num raio de 16 km ao redor de Blountsville. 